# Asociación Hijas de Galicia
Hijas de Galicia fue una institución creada en Cuba en 1917 para proteger a mujeres emigrantes gallegas de los abusos y discriminaciones que sufrían. La asociación se gestó dentro de otra ya existente de emigrados gallegos: Solidaridad Pontevedresa. En 1924, Hijas de Galicia abrió el Hospital Concepción Arenal y en 1938 construyó un gran Balneario social para ocio y reposo. Hijas de Galicia se convirtió en la mayor agrupación del mundo de emigradas gallegas y descendientes, llegando a tener 58.000 asociadas en 1960. Aunque la asociación ya no existe como tal, continúa su hospital, incautado por el régimen de Fidel Castro en 1959.

## Trayectoria

### Antecedentes
En la primera gran ola migratoria, entre 1880 y 1930, se fueron a América medio millón de gallegos. Al principio, las mujeres suponían apenas un 20% del total pero a partir de la crisis mundial del año 1929, el porcentaje subió hasta el 40 o 45% y Cuba era el destino preferente. Un estudio del profesor cubano Julio César González Pagés cifra en 60.000 el número de mujeres gallegas acogidas en ese país. Las gallegas llegaban desprotegidas a Cuba. Muchas llegaron solas o con niños pequeños. Analfabetas en muchos casos y sin recursos, trabajaban sobre todo como sirvientas y, a menudo, eran captadas por intermediarios que las obligaban a prostituirse, lo que hizo de esta emigración una de las más estigmatizadas por la población cubana.
Las gallegas sufrían discriminación por género, por etnia, por extranjeras y porque las propias sociedades de emigrantes las tenían en total abandono: el mismo Centro Gallego sólo ofrecía servicios sanitarios a los hombres. Ante esa situación, el 16 de junio de 1912 se fundó Solidaridad Pontevedresa para denunciar la situación de sus paisanas y ayudarlas. En 1914 decidieron reformar el reglamento de esta sociedad para que fuera quien estableciera un sanatorio para la comunidad gallega. Así surgió el proyecto que dio origen a la Institución Hijas de Galicia. 

### Constitución y reglamento
En la Junta General del 18 de enero de 1917, después de discutir el proyecto de nuevos Estatutos, la Asociación Solidaridad Pontevedresa se constituyó en la sociedad Hijas de Galicia, sociedad sanitaria y de auxilio mutuo, encaminándose a trabajar para aliviar la inseguridad que tenían las mujeres gallegas.
Además de construir un hospital y un balneario social, desde su fundación, la asociación realizó una intensa actividad en la solución de los trámites burocráticos que las inmigrantes tenían al llegar a Cuba y actuaba en las difíciles circunstancias que pudieran afectarles, efectuando reclamaciones para la entrada en el país, durante su estancia en Cuba y, si era el caso, ante el Consulado español estableciendo colaboraciones para la eventual repatriación.
Desde sus inicios el gobierno de la asociación lo formaban y dirigían hombres. Aunque estaba formada por mujeres, tenía el deber legal de que su junta directiva estuviera formada mayoritariamente por hombres. Su primer presidente fue Avelino Pérez Vilanova, a quien sustituyó en 1919 Benito Rey Doce, que reformó el reglamento para dar entrada a mujeres en él. Fue a partir del 22 de diciembre de 1919 que la asociación tuvo por primera vez en su Junta Directiva a mujeres ocupando la segunda vicepresidencia. La primera elegida para este cargo (lo fue varias veces), fue Andrea López Chao. Posteriormente, también ejerció ese cargo Jesusa Prado.
El 15 de mayo de 1927 fueron aprobados unos nuevos Estatutos que darían una nueva estructura a la Sociedad, aunque manteniendo el espíritu fundacional del artículo segundo: "Proporcionar asistencia sanitaria, auxilio y amparo a la mujer, especialmente a las naturales de la Región Gallega. Concederá los mismos beneficios a las de otras regiones españolas y aun de diferente nacionalidad".

## Hospital
En 1924 la entidad compró unos terrenos y llevó a cabo un proyecto de adquisición de una clínica ubicada en el barrio de Luyanó. A propuesta de Andrea López Chao, el Sanatorio llevó el nombre Concepción Arenal. En septiembre de 1927 se aprobó la construcción de otros dos pabellones y el cercado de la parcela que ocupaba el sanatorio.
El Hospital Hijas de Galicia tenía 6 pabellones de dos plantas, 10 salas de especialidades y una flotilla de 6 coches para traslados. Hacía consultas a domicilio y trabajaban en él 19 médicos, 9 enfermeras, 26 ayudantes y administrativos. Atendía a 206 asociadas y menores al día y entregaba medicamentos gratis. En 1958 se inauguró el pabellón de ocho plantas que albergó la Maternidad y el Hogar-Albergue.
En 1959 el Hospital fue confiscado por el castrismo y continuó prestando sus servicios.  

## Balneario
Otro de los grandes logros de la asociación fue el Balneario social. En 1938 se autorizó la construcción, que seis años después llevaría el nombre de Concepción Arenal, situado en Marianao (La Habana), con instalaciones de reposo, ocio y esparcimiento. Allí desarrolló deportes como kayak, squash o voleibol. El equipo de voleibol de Hijas de Galicia fue campeón invicto de Cuba de 1956 a 1960. El Balneario social se convirtió en la playa predilecta de las familias gallegas y en la mejor alternativa de recreo para las clases medias blancas, cubanas y extranjeras, que estando excluidas de los selectos clubes del alta sociedad habanera, rechazaban mezclarse con la gente de color en las playas más populares.
El Balneario Hijas de Galicia fue intervenido en la primera mitad de la década del 60 por el gobierno de Fidel Castro y se transformó en el Círculo Social Obrero “José Luis Tassende".

## Prensa
La prensa femenina en Cuba tuvo un desarrollo sostenido en el siglo XX. Esta fue de tiradas reducidas y su distribución fundamental fue en La Habana. Para la comunidad gallega que llegó a contar con 71 publicaciones, este tipo de prensa femenina se hizo de forma excepcional y dentro de estas se situaron tres pertenecientes a Hijas de Galicia:
- Fragancias fue la primera en surgir en 1931 y sólo salió su primer número. Estuvo dirigida por Eduardo P. Marzoa y contó con colaboraciones de Luis Martín, Amado Nervo, y las escritoras Concha Espina y Elena Fortún. Esta edición informaba de las actividades de la Sociedad e incluyó diversos trabajos dirigidos a las mujeres. Hizo propaganda de diversos tipos pero sobre todo del Sanatorio para la mujer Concepción Arenal, calificándolo cómo: "El mejor ubicado", "El más suntuoso", "El mejor atendido"[11]

- Faro gallego fue un periódico de pequeño formato que sacó cuatro números en 1940. Fue el portavoz de una agrupación opositora a la directiva de la Sociedad Hijas de Galicia, en el que si criticó la administración y su orientación. Estuvo dirigido por José Trillo Escagedo.[12]
- Cénit fue una publicación mensual que se mantuvo de 1938 a 1960. Estuvo dirigida por José Álvarez Núñez y José Antonio Clark. Su dirección, a diferencia de las otras revistas de la asociación, tuvo mujeres en ella: como jefa de redacción a Amada Borges y como administradora la Rosa Artiles.[13]

## Obra relacionada
- La asociación Hijas de Galicia aparece en la novela Sándalo, de María Xosé Portero, editada por Galaxia en 2019.[14]
- El documental histórico Hijas de Galicia, Macorinas, estrenado en 2020 y dirigido por Xosé Lois Santiago “Pello” y Fran Naveira, narra la historia de la asociación.[15]